# Klotflen
Klotflen (Phalaris brachystachys) är en gräsart som beskrevs av Heinrich Friedrich Link. Klotflen ingår i släktet flenar, och familjen gräs. Inga underarter finns listade i Catalogue of Life.

## Bildgalleri

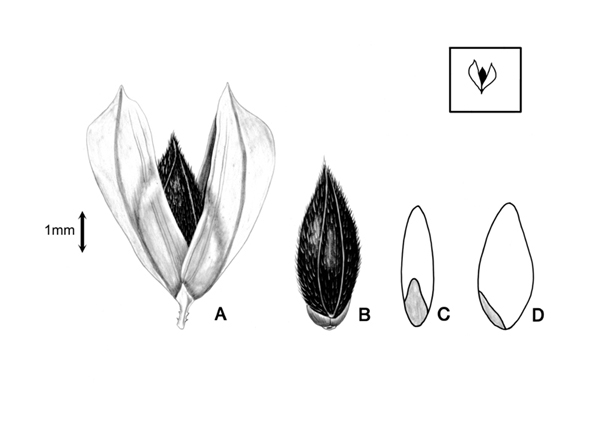